# 钵钵鸡
缽缽雞是一種四川眉山和樂山一帶的傳統小吃，以陶缽盛放拌以麻辣調料的去骨雞片放凉做成。从清代流传至今已有上百年的历史。1990年，獲成都市個體名小吃優質獎，1991年，獲選成都市優質名小吃。